# هبه کامارگو
هبه ماریا مونتیرو د کامارگو راواگنانی (به پرتغالی: Hebe Maria Monteiro de Camargo Ravagnani) (زاده ۸ مارس ۱۹۲۹ – درگذشته ۲۹ سپتامبر ۲۰۱۲) مجری تلویزیون ، بازیگر و خوانندهٔ برزیلی بود.

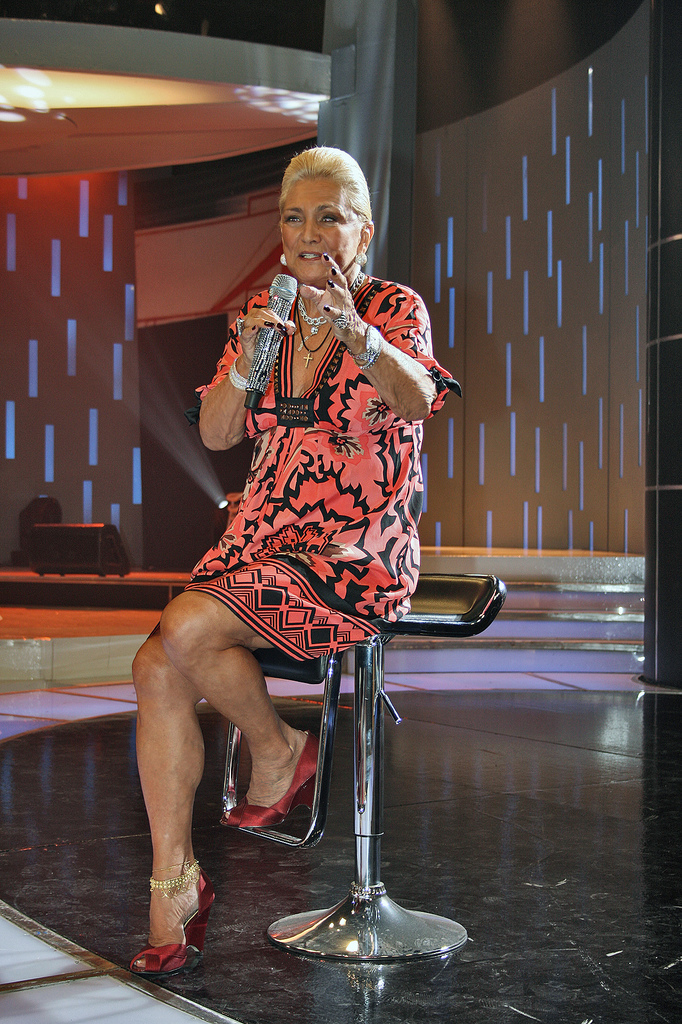

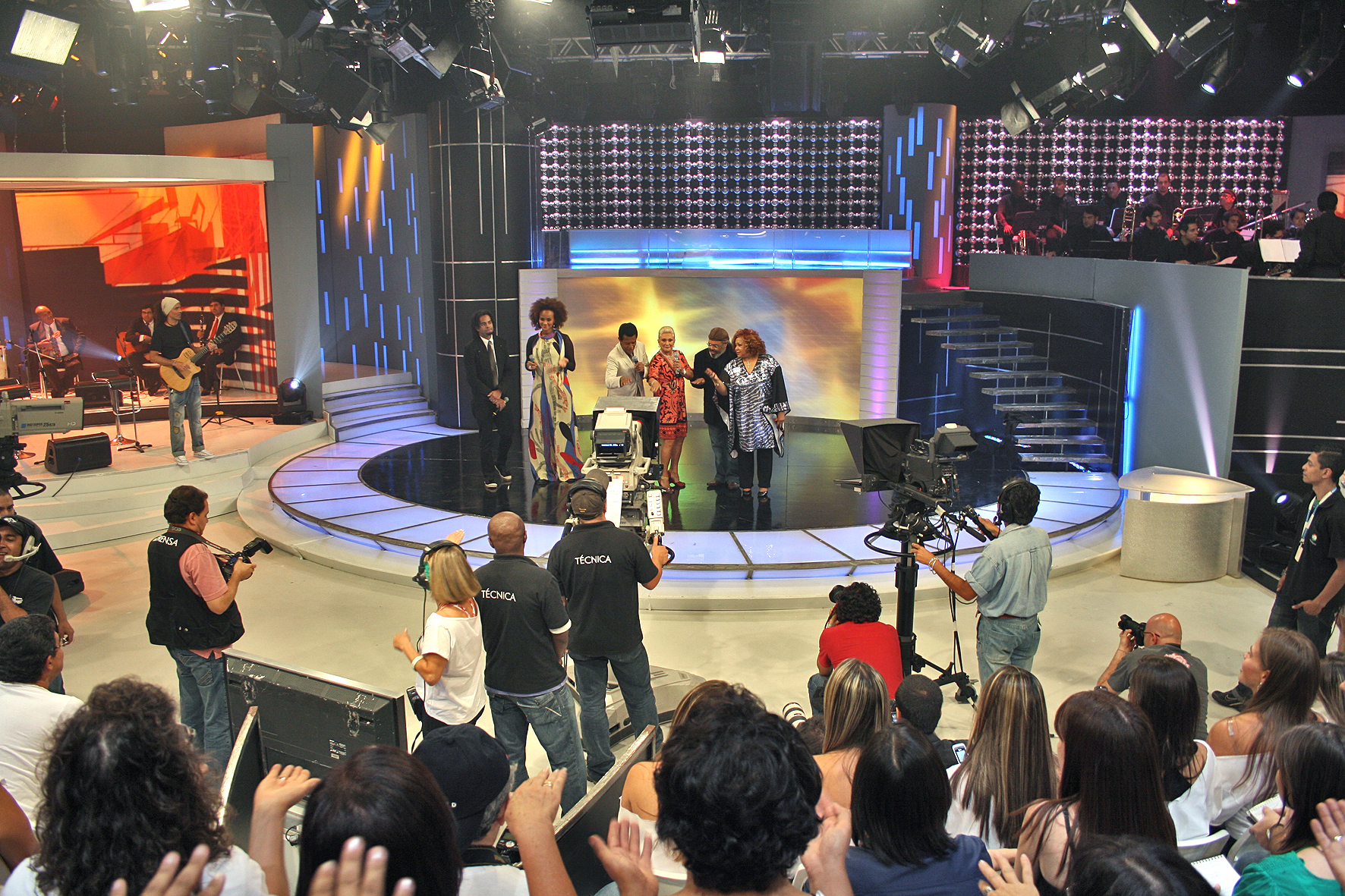